# Tarantium
| ❮ | System        | Serie      | Stufe              | ≈ Alter (mya) |
| - | ------------- | ---------- | ------------------ | ------------- |
| ❮ | Q u a r t ä r | Holozän    | Meghalayum         | 0 ⬍ 0,004     |
| ❮ | Q u a r t ä r | Holozän    | Nordgrippium       | 0,004 ⬍ 0,008 |
| ❮ | Q u a r t ä r | Holozän    | Grönlandium        | 0,008 ⬍ 0,012 |
| ❮ | Q u a r t ä r | Pleistozän | Tarantium          | 0,012 ⬍ 0,126 |
| ❮ | Q u a r t ä r | Pleistozän | Ionium (Chibanium) | 0,126 ⬍ 0,781 |
| ❮ | Q u a r t ä r | Pleistozän | Calabrium          | 0,781 ⬍ 1,806 |
| ❮ | Q u a r t ä r | Pleistozän | Gelasium           | 1,806 ⬍ 2,588 |
| ❮ | früher        | früher     | früher             | älter         |

Das Tarantium (auch Oberes Pleistozän, Spätpleistozän oder Jungpleistozän, englisch „Late Pleistocene“ oder „Upper Pleistocene“) umfasst die Eem-Warmzeit und die Letzte Kaltzeit. Es ist damit der jüngste und zugleich kürzeste Abschnitt des Pleistozäns, des Zeitalters der wechselnden Warm- und Kaltzeiten. Es begann vor 127.000/126.000 Jahren und endete vor 11.650 Jahren BP mit einer globalen Erwärmung, dem Holozän, das bis heute andauert.
Hinsichtlich der Menschheitsgeschichte fällt das Ende des Tarantiums etwa mit dem Beginn der Jungsteinzeit zusammen, dem Übergang von Jäger- und Sammlerkulturen zu sesshaften Bauern.

## Namengebung und GSSP
Als „Global Stratotype Section and Point“ (GSSP entspricht etwa einem Typprofil) wird eine Bohrung auf dem Flughafen Amsterdam (Niederlande) diskutiert, der diesen Abschnitt der Erdgeschichte vollständig erfasst hat. Die Stufe hat daher von der „International Commission on Stratigraphy“ den Namen Tarantium erhalten.

## Definition
Die Untergrenze wurde durch den INQUA-Kongress 1932 mit dem Beginn der Eem-Warmzeit definiert, was auch mit der Basis der marinen Sauerstoff-Isotopenstufe 5e zusammenfällt. Die beste Altersbestimmung ist heute durch den warvendatierten Lago Grande di Monticchio in Süditalien gegeben, mit einer Datierung des Eem-Beginns bei 127.2 ka BP.
Die Obergrenze des Jungpleistozäns wird durch das Ende der Jüngeren Dryas mit dem Übergang zum Holozän markiert.

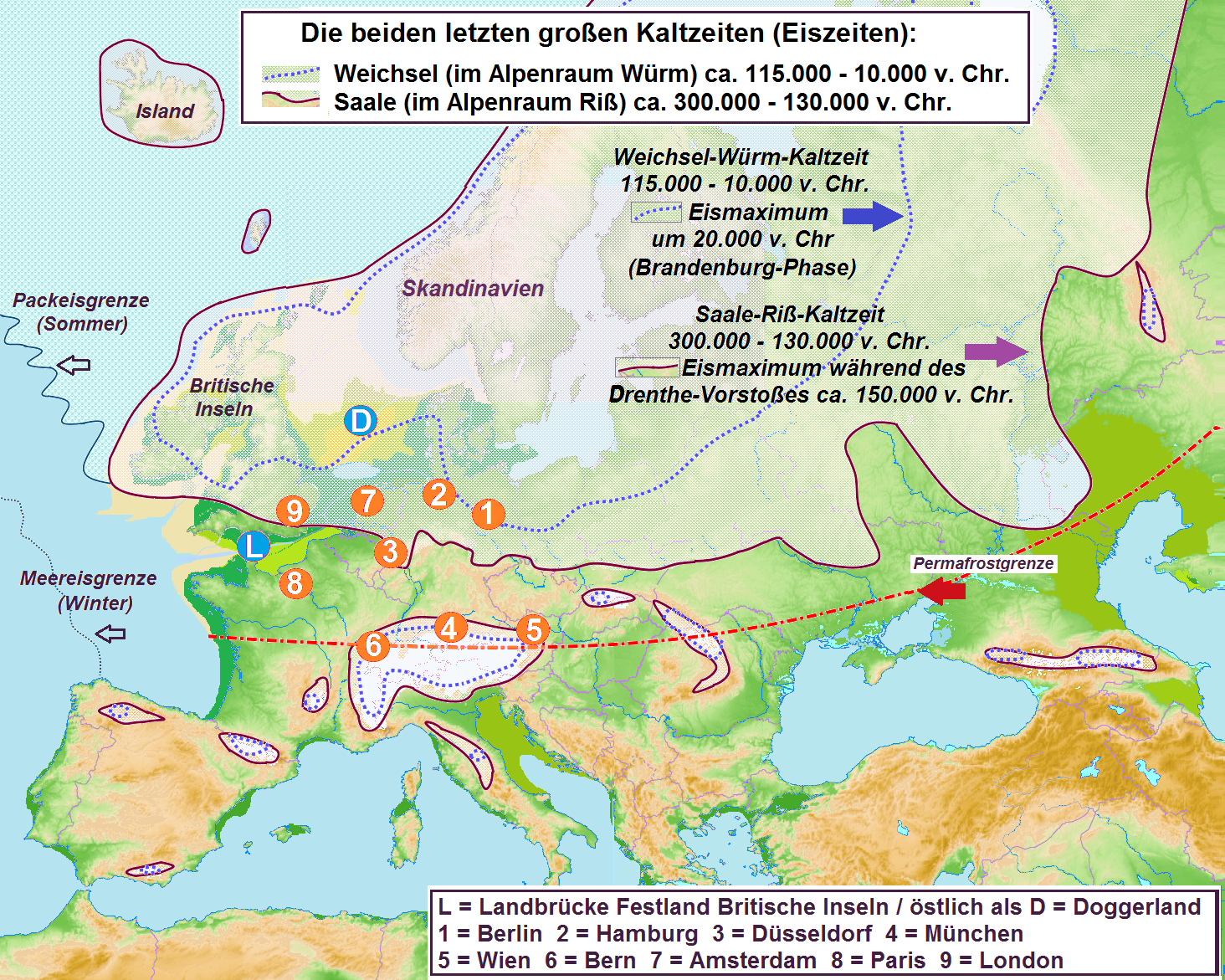
Kennzeichnend für das Jungpleistozän in Europa sind die Weichsel-/Würm-Kaltzeiten (hier im Vergleich zum älteren Saale/Riß-Komplex). Die Gletschervorstöße waren unterbrochen von wärmeren Perioden, in denen sich die archaischen Menschen Europas (der Neandertaler als Nachfolger des Homo heidelbergensis) über die Permafrostgrenze hinaus nach Norden und Nordosten ausbreiteten. Ab etwa 40.000 v. Chr. besiedelte der moderne Cro-Magnon-Mensch diese Gebiete.

## Die Nordhalbkugel
Die auf die Eem-Warmzeit folgende Vereisungsphase auf den Kontinenten der Nordhalbkugel wird geographisch differenziert in
- Würm-Eiszeit für die Vergletscherungen im Bereich der Alpen und des Alpenvorlandes (ca. 115.000 bis 10.000 Jahre vor heute)
- Weichsel-Kaltzeit für die Vereisungsphase in Nordeuropa (ca. 115.000 bis 11.700 Jahre vor heute)
- Wisconsin-Eiszeit in Nordamerika
- im Bereich der britischen Inseln wird die Vereisungsphase Devensian glaciation genannt, die Warmzeit davor als Ipswichian interglacial.

## Faunenveränderungen
Das Tarantium ist gekennzeichnet durch das Aussterben vieler großer (vor allem) Säugetierarten, vor allem am Ende des Tarantiums und dem Beginn des Holozäns. Auch der Neandertaler starb in diesem Zeitraum aus. Ins Tarantium fällt auch das Vordringen des anatomisch modernen Menschen auf alle Kontinente mit Ausnahme der Antarktis. Für die vorgeschichtliche Archäologie fallen in diesen Zeitraum die jüngeren Kulturabschnitte des Mittelpaläolithikums und das Jungpaläolithikum als Unterteilungen der Altsteinzeit.